# Liste der Kulturdenkmäler in Bad Marienberg (Westerwald)
In der Liste der Kulturdenkmäler in Bad Marienberg (Westerwald) sind alle Kulturdenkmäler der rheinland-pfälzischen Stadt Bad Marienberg (Westerwald) einschließlich der Ortsteile Langenbach und Zinhain aufgeführt. Im Stadtteil Eichenstruth sind keine Kulturdenkmäler ausgewiesen. Grundlage ist die Denkmalliste des Landes Rheinland-Pfalz (Stand: 21. Dezember 2021).

## Einzeldenkmäler
| Bezeichnung                               | Lage                                        | Baujahr                            | Beschreibung | Bild                           |
| ----------------------------------------- | ------------------------------------------- | ---------------------------------- | --- | ------------------------------ |
| Wohnhaus                                  | Bad Marienberg, Bismarckstraße 4 Lage       | zweite Hälfte des 17. Jahrhunderts | Fachwerkhaus, zweite Hälfte des 17. Jahrhunderts | Fotos hochladen                |
| Wohnhaus                                  | Bad Marienberg, Bismarckstraße 64 Lage      | um 1890                            | langgestrecktes Fachwerkhaus, teilweise massiv und verschiefert, um 1890 | Fotos hochladen                |
| Villa                                     | Bad Marienberg, Europastraße 6 Lage         | 1909                               | ursprünglich Wohn- und Dienstgebäude des Landrats, jetzt „Europa-Villa“ des Europa-Hauses Marienberg; eingeschossige Mansarddach-Villa, Einfluss der Reformarchitektur, 1909; jüngerer Terrassenanbau | weitere Bilder Fotos hochladen |
| Evangelische Pfarrkirche                  | Bad Marienberg, Kirchstraße 6 Lage          | 1819 ff.                           | querrechteckiger klassizistischer Saal, 1819 ff. | weitere Bilder Fotos hochladen |
| Brücke                                    | Bad Marienberg, Langenbacher Straße Lage    | 19. Jahrhundert                    | einbogige Steinbrücke, wohl aus dem 19. Jahrhundert | weitere Bilder Fotos hochladen |
| Katholische Pfarrkirche Mariä Himmelfahrt | Bad Marienberg, Nassauische Straße 17a Lage | 1931                               | Saal mit Turmvorbau, bezeichnet 1931, Architekt Dominikus Böhm | weitere Bilder Fotos hochladen |
| Hofanlage                                 | Bad Marienberg, Ringstraße 11 Lage          | 17. Jahrhundert                    | Streckhof; Fachwerkbau, 17. Jahrhundert, Scheune, im Kern aus dem 18. Jahrhundert oder älter | Fotos hochladen                |
| Pfarrhaus                                 | Bad Marienberg, Wilhelmstraße 4 Lage        | 1859–61                            | ehemaliges Evangelisches Pfarrhaus II; klassizistischer Putzbau, 1859–61 | Fotos hochladen                |
| Kurverwaltung                             | Bad Marienberg, Wilhelmstraße 10 Lage       | 1788                               | ehemals Evangelisches Pfarrhaus I; Fachwerkbau, teilweise massiv, bezeichnet 1788 | Fotos hochladen                |
| Brücke                                    | Bad Marienberg, südlich der Stadt Lage      | um 1907                            | Eisenbahnbrücke, dreibogige Talbrücke der Strecke Bad Marienberg–Rennerod über die Schwarze Nister, um 1907                                                                                           | weitere Bilder Fotos hochladen |
| Quereinhaus                               | Langenbach, An der Schmiede 7 Lage          | um 1800                            | kleines Quereinhaus mit Niederlass, um 1800, Wirtschaftsteil im 19. Jahrhundert verlängert | Fotos hochladen                |
| Bahnhof Bad Marienberg                    | Langenbach, Bahnhofstraße 15 Lage           | 1905/06                            | Empfangsgebäude des Bahnhofs Marienberg-Langenbach; Walmdachbau, Quadermauerwerk, 1905/06 | weitere Bilder Fotos hochladen |
| Dorfgemeinschaftshaus                     | Langenbach, Schulstraße 15 Lage             | 1912                               | ehemalige Schule; Typenbau der Heimatschutzbewegung, bezeichnet 1912 | Fotos hochladen                |
| Quereinhaus                               | Langenbach, Westerburger Straße 14 Lage     | erste Hälfte des 19. Jahrhunderts  | Wohnteil eines Fachwerk-Quereinhauses, Ständerbau, wohl aus der ersten Hälfte des 19. Jahrhunderts | Fotos hochladen                |
| Quereinhaus                               | Langenbach, Westerburger Straße 26a Lage    | 1684                               | Fachwerk-Quereinhaus mit Niederlass, Ständerbau, bezeichnet 1684; Gesamtanlage mit Schuppenanbau, um 1900, gepflastertem Hof, Hausgarten                                                              | Fotos hochladen                |
| Kindergarten                              | Zinhain, Bismarckstraße 88 Lage             | 1899                               | ehemalige Schule; kleiner Typenbau, Ziegelmauerwerk, bezeichnet 1899 | Fotos hochladen                |